# Ruth Firmenich
Ruth Christina Margarete Firmenich (ur. 24 sierpnia 1964 w Kolonii) – niemiecka polityczka i działaczka partyjna, deputowana do Parlamentu Europejskiego X kadencji.

## Życiorys
Kształciła się w Fachhochschule Köln w zakresie tłumaczeń z języka angielskiego i hiszpańskiego. Następnie studiowała nauki polityczne, amerykanistykę i germanistykę na Uniwersytecie Fryderyka Wilhelma w Bonn, uzyskując w 1998 magisterium. Działaczka PDS i następnie Die Linke. Od połowy lat 90. pracowała dla parlamentarzystów lub frakcji poselskiej swojej partii. Od 2004 współpracowniczka Sahry Wagenknecht, najpierw jako jej asystentka, a od 2009 jako dyrektorka jej biura w Berlinie. W latach 2012–2018 była członkinią zarządu federalnego Die Linke. W styczniu 2024 odeszła z tego ugrupowania, po czym współtworzyła Sojusz Sahry Wagenknecht. W tym samym roku z jego ramienia uzyskała mandat posłanki do PE X kadencji.